# Gottfried Heinrich Bach
Gottfried Heinrich Bach (Lipsia, 26 febbraio 1724 – Naumburg, 12 febbraio 1763) è stato il secondo figlio di Johann Sebastian Bach nato dalla seconda moglie Anna Magdalena Wilcke.

## Biografia
Gottfried Heinrich divenne disabile mentale nell'età giovanile, ma suonava molto bene gli strumenti a tastiera e il fratello Carl Philipp Emanuel Bach ha affermato che egli aveva ottime potenzialità, che però non hanno potuto svilupparsi. Potrebbe inoltre aver composto la melodia dell'aria So oft ich meine Tobackspfeife BWV 515 contenuta nel Piccolo libro di Anna Magdalena Bach.
Dopo la morte del padre nel 1750 Gottfried Heinrich visse con la sorella minore Elisabeth Juliane Friederica e suo marito Johann Christoph Altnickol. Altnickol era un musicista che visse e lavorò a Naumburg. Dopo la morte del cognato nel 1759 Gottfried Heinrich rimase a Naumburg con la sorella fino alla morte avvenuta poco dopo.